# Shorapur
Shorapur hay Surapura là một thành phố thuộc bang Karnataka, Ấn Độ.

## Địa lý
Shorapur có vị trí 16°31′B 76°45′Đ / 16,52°B 76,75°Đ Nó có độ cao trung bình là 472 mét (1548 feet).

## Nhân khẩu
Theo điều tra dân số năm 2001 của Ấn Độ, Shorapur có dân số 43.591 người. Phái nam chiếm 51% tổng số dân và phái nữ chiếm 49%. Shorapur có tỷ lệ 55% biết đọc biết viết, thấp hơn tỷ lệ trung bình toàn quốc là 59,5%: tỷ lệ cho phái nam là 65%, và tỷ lệ cho phái nữ là 46%. Tại Shorapur, 16% dân số nhỏ hơn 6 tuổi.